# Elizabeth Magie
Elizabeth Magie Phillips (født i 1866 i Macomb, Illinois, USA, døde i 1948 i Arlington County, Virginia) var en amerikansk spildesigner, forfatter og feminist. Hun er skaberen af brætspillet "The Landlord's Game," som tjente som forløberen til dagens Monopoly.
Hendes far var James Magie, en avisudgiver og abolitionist, der fulgte med Abraham Lincoln på hans politiske rejser i Illinois. I starten af 1880'erne arbejdede hun som stenograf og var også involveret i at skrive historier, poesi, skuespil og ingeniørarbejde. I 1906 arbejdede hun også som reporter.
Hun skabte et brætspil, der afspejlede hendes politiske synspunkter, baseret på teorierne fra Henry George. "The Landlord's Game" havde oprindeligt to sæt regler: en anti-monopolistisk version, hvor alle blev belønnet i takt med øget velstand, og en monopolistisk version, hvor målet var individuel akkumulering af velstand og konkurs af modstandere. Hendes intention var at demonstrere den moralske overlegenhed af samarbejde over konkurrence. Den 5. januar 1904 tildelte United States Patent and Trademark Office hende Patent nr. 748,626 for dette spil.
I 1910 giftede hun sig med Albert Phillips, og sammen flyttede de til USA's østkyst. I 1924 patenterede de en modificeret version af spillet og opnåede Patent nr. 1,509,312. Da det oprindelige patent var udløbet i 1921, blev dette set som et forsøg på at genoprette kontrol over spillet, som var blevet populært blandt studerende.
I 1932 købte Parker Brothers, der udgav Monopoly, hendes patenter for 500 dollars.
Hendes bidrag til oprettelsen af Monopoly blev opdaget ved et uheld, da økonomiprofessor Ralph Anspach begyndte en langvarig retssag med Parker Brothers over sit spil "Anti-Monopoly" i 1973. Under retssagen opdagede han Magies patenter.